# Candyman: Farewell to the Flesh
Candyman: Farewell to the Flesh is een Amerikaanse horrorfilm uit 1995 onder regie van Bill Condon. Het is het tweede deel in de Candyman-trilogie.

## Verhaal
Drie jaar na de moorden in Chicago publiceert professor Philip Purcell een boek over de Candyman-legende. Na een signeersessie wordt hij dood aangetroffen in een openbaar toilet. Ethan Tarrant wordt beschuldigd van de moord vanwege zijn publiekelijke ruzie met Purcell.
Ethan is er rotsvast van overtuigd dat de Candyman verantwoordelijk is voor de dood van zijn vader, Coleman. Ethans zus Annie gelooft niet in de legende. Om te bewijzen dat de Candyman niet bestaat, spreekt ze zijn naam tijdens Mardi Gras vijf keer uit voor een spiegel. Hiermee haalt ze hem onbedoeld naar New Orleans, waar hij geboren werd als zoon van een slaaf en omkwam tijdens een lynchpartij.

## Rolverdeling
| Acteur                   | Personage                      |
| ------------------------ | ------------------------------ |
| Tony Todd                | The Candyman/Daniel Robitaille |
| Kelly Rowan              | Annie Tarrant                  |
| Bill Nunn                | Reverend Ellis                 |
| William O'Leary          | Ethan Tarrant                  |
| Veronica Cartwright      | Octavia Tarrant                |
| Matt Clark               | Honore Thibideaux              |
| Randy Oglesby            | Heyward Sullivan               |
| Joshua Gibran Mayweather | Matthew Ellis                  |
| David Gianopoulos        | Detective Ray Levesque         |
| Timothy Carhart          | Paul McKeever                  |
| Michael Bergeron         | Coleman Tarrant                |
| Fay Hauser               | Pam Carver                     |
| Caroline Barclay         | Caroline Sullivan              |
| Clotiel Bordeltier       | Liz                            |
| Michael Culkin           | Phillip Purcell                |
| George Lemore            | Drew                           |
| Ralph Joseph             | Mr. Jeffries                   |
| Margaret Howell          | Clara                          |